# Archidiecezja Kananga
Archidiecezja Kananga – diecezja rzymskokatolicka  w Demokratycznej Republice Konga. Powstała w 1904 jako apostolska prefektura Górnego Kasai. Promowana do rangi wikariatu apostolskiego w 1917, przemianowana na wikariat Luluabourg  w 1949. Ustanowiona archidiecezją w 1959, pod obecną nazwą od 1972.

## Biskupi diecezjalni
- Emerico Cambier, † (1904–1918)
- Aguste Declercq, C.I.C.M. † (1918–1938)
- Louis-Georges-Firmin Demol, C.I.C.M. † (1938–1948)
- Bernard Mels, C.I.C.M. † (1949–1967)
- Martin-Léonard Bakole wa Ilunga † (1967–1997)
- Godefroid Mukeng’a Kalond, C.I.C.M. (1997–2006)
- Marcel Madila, (2006–2022)
- Félicien Ntambue Kasembe (od 2024)